# Шмитт, Маркус
Ма́ркус Шмитт (нем. Marcus Schmitt) — австрийский кёрлингист,  тренер по кёрлингу, спортивный функционер.
В составе мужской сборной Австрии участник четырёх чемпионатов Европы (лучший результат — пятнадцатое место в 2011), в составе смешанной парной сборной Австрии участник чемпионата мира 2010 (заняли пятнадцатое место).
В «классическом» кёрлинге (команда из четырёх человек одного пола) играет в основном на позиции второго.
Является чемпионом и призёром чемпионатов Австрии.
В 2010—2020 был президентом Ассоциации кёрлинга Австрии (нем. Österreichischer Curling Verband).

## Достижения
- Чемпионат Австрии по кёрлингу среди мужчин: золото (2012), серебро (2011, 2014, 2016, 2020), бронза (2013, 2018).
- Чемпионат Австрии по кёрлингу среди смешанных команд: серебро (2010)[5].
- Чемпионат Австрии по кёрлингу среди смешанных пар: бронза (2011).

## Команды
| Сезон                       | Четвёртый           | Третий              | Второй        | Первый              | Запасной           | Тренер                 | Турниры              |
| --------------------------- | ------------------- | ------------------- | ------------- | ------------------- | ------------------ | ---------------------- | -------------------- |
| 2010—11                     | Harald Fendt        | Кристиан Рот        | Florian Huber | Markus Forejtek     | Маркус Шмитт       | Родгер Густаф Шмидт    | ЧЕ 2010 (19 место)   |
| 2011—12                     | Андреас Унтербергер | Markus Forejtek     | Маркус Шмитт  | Marcus Egretzberger | Christian Sokele   | Родгер Густаф Шмидт    | ЧЕ 2011 (15 место)   |
| 2012—13                     | Андреас Унтербергер | Markus Forejtek     | Маркус Шмитт  | Martin Egretzberger | Felix Purzner      | Кристиан Рот, Ули Капп | ЧЕ 2012 (21 место)   |
| 2013—14                     | Markus Forejtek     | Martin Egretzberger | Маркус Шмитт  | Felix Purzner       | Себастьян Вундерер | Кристиан Рот           | ЧЕ 2013 (20 место)   |
| Кёрлинг среди смешанных пар |                     |                     |               |                     |                    |                        |                      |
| 2009—10                     | Лилиана Шмитт       | Маркус Шмитт        |               |                     |                    |                        | ЧМСП 2010 (15 место) |

(скипы выделены полужирным шрифтом)

## Результаты как тренера национальных сборных
| Год  | Турнир                                              | Сборная                  | Место |
| ---- | --------------------------------------------------- | ------------------------ | ----- |
| 2011 | Чемпионат мира по кёрлингу среди смешанных пар 2011 | Австрия (смешанная пара) | 21    |